# Barybela chionostigma
Barybela chionostigma är en fjärilsart som beskrevs av Turner 1944. Barybela chionostigma ingår i släktet Barybela och familjen nattflyn. Inga underarter finns listade i Catalogue of Life.